# 西尾拓美
西尾 拓美（にしお たくみ、1967年6月17日 - ）は、日本の料理人。元俳優、歌手、声優。
妻は女優・タレントの西村知美。娘の西尾咲々（2003年8月3日生）。東京都足立区出身。東京都立足立東高等学校卒業。血液型はA型。

## 来歴・人物
兄と妹がいる。中学時代にはバンドを組んでおり、その中のメンバーの一人が佐々木敦規である。高校時代は体操部に所属し、あん馬が得意だった。
1984年に舞台のオーディションでスカウトされ、劇団新人会に研究生として入団。1986年、映画『七夕』の彦星役の声優でデビュー。以降、西尾 巧（本名、読み同じ）の芸名で声優をした後、1988年から1990年代前半にかけてに男性アイドルグループCHA-CHAのメンバーとして活躍。CHA-CHA解散後は1994年に所属事務所を浅井企画から芸映へ移籍、歌手活動やドラマの出演をしていた。1990年から1996年までさだまさしの野外ライブ「夏 長崎から さだまさし」に西村知美や、かつてジャPAニーズのメンバーとして活躍した乃生佳之と共に参加。
1996年に芸能界を引退。1997年9月17日に西村知美と結婚、「ナムコ・ワンダーエッグ」にて挙式した。
引退後は料理人へ転身。さだまさしとその友人が共同経営していた渋谷区の南欧料理店『モンペトクワ』の店長を2004年9月30日に閉店するまで務め渡米し、日本料理の修業を積み帰国した。帰国後はいくつかの飲食店に勤務し、現在は広尾で朝鮮料理店『韓屋（ハノク）』の店長を務めている。また、西村と共にバラエティ番組に出演することもある。

## 主な出演

### テレビドラマ
- B級ホラー WARASHI!!（1991年 - 1992年、TBS） - 主演・美堂洋 役
- 鎌倉恋愛委員会 第7回「ママがアブナイ」（1991年11月19日、TBS） - 主演
- 土曜ワイド劇場「過去をもってきた女 みちのく湯けむり殺意の旅」（1993年11月27日、テレビ朝日）
- ヘルプ!（1995年、フジテレビ） - 清水豊 役
- 星の金貨 最終話（1995年7月12日、日本テレビ） - 神崎直人 役
- 金曜エンタテイメント「芸能リポーター服部ヨネ子の突撃取材!」（2001年8月3日、フジテレビ）

### 映画
- ごろつき2（1993年） - ホスト 役

### バラエティ・生活情報番組
- JanJanサタデー（1991年4月 - 1993年3月、静岡第一テレビ） - 4代目メイン司会者
- カフェシティ・ヨコハマ（1993年、テレビ神奈川） - 司会
- ○ごとワイド「お助け料理人 西尾拓美が行く!!」（2013年4月 - 終了、静岡第一テレビ）

## 声の出演

### テレビアニメ
- タッチ（1985年-1987年、フジテレビ）-丸山一夫 役
- あんみつ姫（1986年、フジテレビ）- 木村屋の京太郎、他
- 機動警察パトレイバー (OVA)
- 陽あたり良好!（1987年 - 1988年、フジテレビ）
- シティーハンター（1987年、日本テレビ） - 男たち
- のらくろクン（1987年 - 1988年、フジテレビ） - 男B 役

### 映画
- アイランド（1980年） ※吹き替え
- ケニー（1988年） - エディ 役 ※吹き替え
- 白旗の少女 琉子（1988年） - 幸多 役
- クライシス2050（1990年） - マイク・ケルソ 役 ※吹き替え
- サルサ/灼熱のふたり（1990年） - リコ〈ロビー・ロサ〉 役 ※吹き替え
- それいけ!アンパンマン 夢猫の国のニャニイ（2004年） - ムーマ 役

### CDブック
- 花より男子（1993年） - 道明寺司 役

## ディスコグラフィ

### シングル
- FAT GIRL／憂鬱の鼓動（1992年7月21日、バップ）
  - 静岡第一テレビ「JanJanサタデー」エンディングテーマ（憂鬱の鼓動）

### アルバム
- いつかどこかで〜GOOD-BYE YESTERDAY〜（1991年6月21日、バップ）

## 著書
- 『西尾拓美写真集』（1991年6月30日、近代映画社）
- 『西尾拓美と私のセーター 1992春夏』（1992年3月25日、学習研究社）
- 『楽しいごはん』（2003年、学研）